# خوزه کارلوس تابارس
خوزه کارلوس تابارس (انگلیسی: José Carlos Tabares؛ زادهٔ ۲۸ مهٔ ۱۹۷۸) بازیکن فوتبال اهل آرژانتین است.
از باشگاه‌هایی که در آن بازی کرده‌است می‌توان به باشگاه فوتبال آرسنال ساراندی اشاره کرد.